# Bernhard Tillmann
Bernhard N. Tillmann (* 1. Mai 1939 in Dörnholthausen, heute ein Ortsteil von Sundern, Sauerland) ist ein deutscher Anatom und Hochschullehrer.

## Leben
Tillmann studierte Medizin an den Universitäten Köln, Graz und München. 1965 absolvierte er in Köln das Staatsexamen, 1966 wurde er ebendort promoviert. Ebenfalls in Köln wurde er 1973 für Anatomie und Entwicklungsgeschichte habilitiert und 1974 zum Wissenschaftlichen Rat und H3-Professor ernannt. Von 1977 bis zu seiner Emeritierung 2004 war er H4/C4-Professor und Direktor des Anatomischen Instituts der Universität Kiel.

## Schriften (Auswahl)
- Quantitative Untersuchungen zum Wachstum eines Ehrlich- und des MCal-Ascitestumors der Maus. Köln 1967 (Köln, Universität, Dissertation vom 27. Juli 1967).
- A contribution to the functional morphology of articular surfaces (= Normale und pathologische Anatomie. Bd. 34). Thieme, Stuttgart 1978, ISBN 3-13-123401-6 (Köln, Universität, Habilitationsschrift).
- Atlas der Anatomie des Menschen. Springer, Berlin 2005, ISBN 3-540-66651-6; 2., überarbeitete Auflage 2010, ISBN 978-3-642-02679-9.
- mit Karl Zilles: Anatomie. Springer, Heidelberg 2010, ISBN 978-3-540-69481-6.